# Amanita basii
Amanita basii é um fungo que pertence ao gênero de cogumelos Amanita na ordem Agaricales. Encontrado no México, é um cogumelo comestível.